# 提瓦莫伊太嵩
提瓦莫伊太嵩（1978年—Tiwa Moeithaisong）是一名泰國電影攝影師以及導演。

## 作品

### 電影
- 2003年《鬼魂的傳訊》（Ghost Delivery）
- 2004年《鬼怨》（The Sisters）
- 2005年《Happy Inn》（Rohng tiam）
- 2006年《Mass Hysteria》（Pha Wa）
- 2009年《絕魂印》（The Fatality）
- 2009年《人肉麵線》（Meat Grinder）

### 攝影
- 2007年《曼谷愛情故事》（Bangkok Love Story）
- 2009年《人肉麵線》（Meat Grinder）

### 劇本
- 2003年《鬼魂的傳訊》（Ghost Delivery）

## 外部連結
- Tiwa Moeithaisong在互联网电影资料库（IMDb）上的資料（英文）